# جزيرة فونغو ياسيني

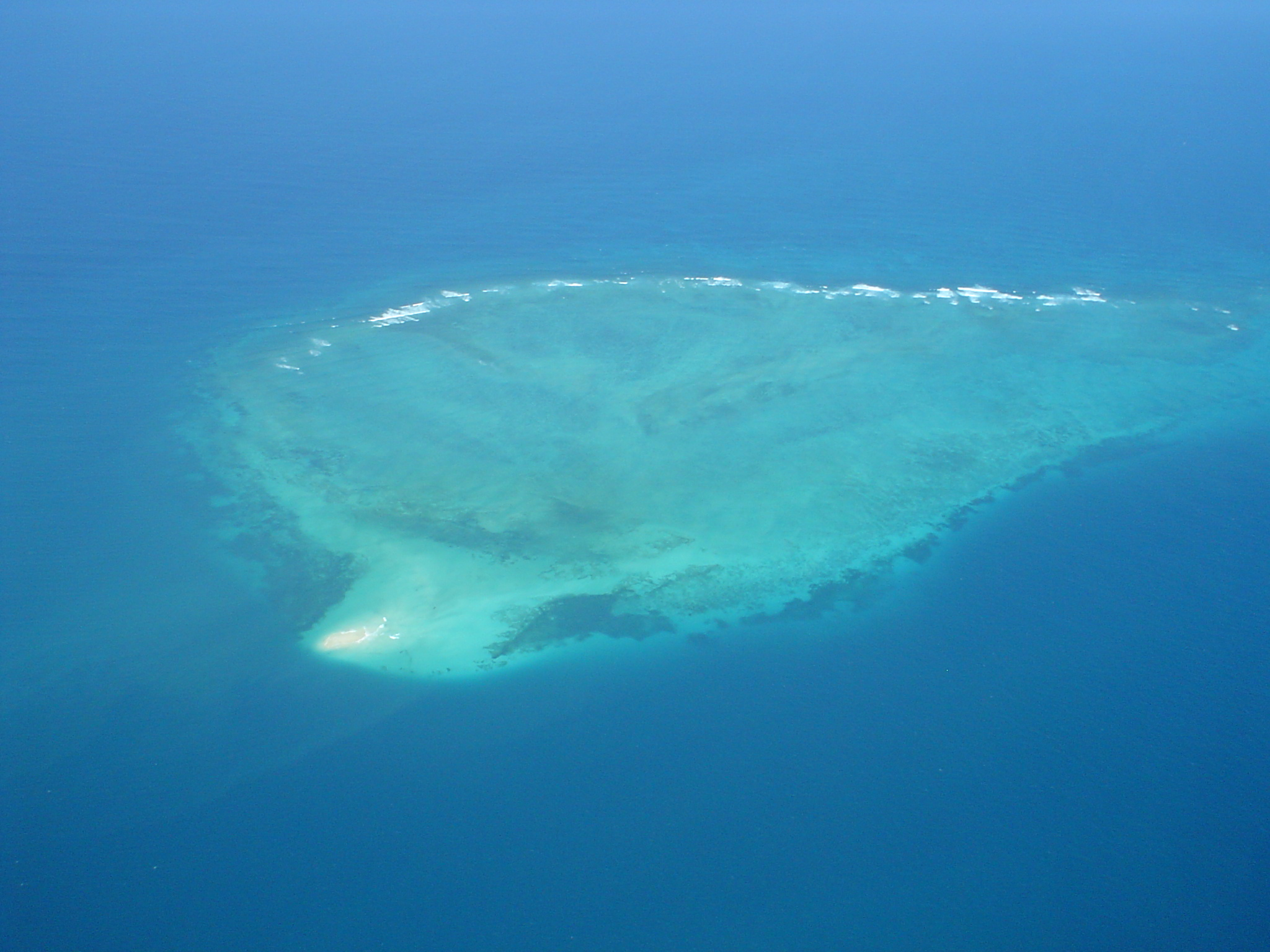
مشهد جوي لجزيرة فونغو ياسيني. الجزيرة عبارة عن ضفة رملية صغيرة دون غطاء نباتي محاطة بشعاب كبيرة. وتظهر هنا في الزاوية اليسرى من أسفل الصورة.

جزيرة فونغو ياسيني (بالسواحلية: Kisiwa cha Fungu Yasini) هي جزيرة غير آهلة بالسكان في تنزانيا. تقع شمال العاصمة السابقة دار السلام على بعد نحو ثلاثة أميال من الساحل في المحيط الهندي (قناة زنجبار)، وهي إحدى جزر محمية دار السلام البحرية الأربعة.